# Jaroslav Maňas
Jaroslav Maňas (4. srpna 1913, Staré Město u Uherského Hradiště – 2. dubna 1985, Boskovice nebo Letovice) byl český ochotnický divadelní režisér.

## Život
Jaroslav Maňas se narodil do rodiny krejčího lázeňského divadla, byl tedy s divadlem v kontaktu již od dětství. V roce 1932 nastoupil základní vojenskou službu, ze které šel do Vojenské akademie. V roce 1939 armádu opustil a za války nastoupil do vizovické likérky, kde se opět vrátil k divadlu. Po osvobození v létě roku 1945 byl opět povolán do armády, avšak po dvou letech odešel do zálohy. Poté nastoupil do boskovické firmy Hrůza, výroba likérů. Ihned po přestěhování tíhl k ochotnickému divadlu, kde se také později stal vůdčí osobností. Největším neštěstím pro boskovické ochotnické divadlo bylo Maňasovo přeložení do Modřic u Brna, kam denně dojížděl. Velké pracovní vytížení a později i nemoc mu již do jeho smrti, v dubnu 1985, nedovolila věnovat se divadlu jako dřív.